# Verdeckte Konditionierung
Verdeckte Konditionierung (englisch covert conditioning) ist ein Verfahren aus der Verhaltenstherapie. Hierbei handelt es sich um Lernprozesse der operanten Konditionierung, der klassischen Konditionierung und des Modelllernens, die ausschließlich auf der Vorstellungsebene stattfinden. D. h., der Klient stellt sich sowohl die auslösende Situation (bzw. den diskriminativen Stimulus), seine Reaktion darauf (Problemverhalten oder erwünschtes Verhalten) und auch die positiven und negativen Konsequenzen vor (Imagination). Ziel ist, dass sich das Erlernte durch Generalisierung auf das tatsächliche Verhalten des Betroffenen auswirkt. Das Verfahren wurde erstmals von J. R. Cautela in den 1960er Jahren beschrieben.
Formen der verdeckten Konditionierung sind:
- verdeckte „Sensibilisierung“
- verdeckte positive Verstärkung
- verdeckte negative Verstärkung
- verdeckte Löschung / verdeckter Verstärkerentzug (Response-Cost)

Im weiteren Sinne können auch folgende Verfahren zur verdeckten Konditionierung gezählt werden:
- Gedankenstopp
- verdeckte Kontrolle
- verdecktes Modelllernen
- systematische Desensibilisierung
- mentales Training

## Durchführung und Anwendungsbereiche

### Allgemein
Zunächst wird eine ausführliche Verhaltens- und Problemanalyse durchgeführt, typische Problemsituationen werden analysiert und (je nach Methode) verstärkende bzw. aversive Reize identifiziert. Der Betroffene wird gebeten, sich gedanklich (möglichst mit geschlossenen Augen) konkret in die Situation hineinzuversetzen, in der das Problemverhalten typischerweise auftritt. Ziel ist, dass der Betroffene sich möglichst so fühlt, als ob er sich gerade in der Situation befindet (d. h. eine distanzierte Betrachtung ist in diesem Fall nicht das Ziel). Eine genaue Schilderung der Situation (visuelle und akustische Eindrücke, Gerüche, Körperempfinden etc.) intensivieren das Erleben.

### Verdeckte Sensibilisierung
Bei der verdeckten Sensibilisierung erfolgt vor Beginn eine Entspannungsinstruktion. In dem Moment, in dem in der Vorstellung das Problemverhalten (z. B. Alkoholkonsum, Essattacke, sexuelle Vorstellung) beginnt, erfolgt eine abrupte Unterbrechung und der Betroffene stellt sich vor, wie stattdessen etwas furchtbar Unangenehmes und/oder Peinliches passiert (z. B. Erbrechen in der Öffentlichkeit, Würmer im Essen, Wespenschwarm). D. h., es handelt sich um eine Bestrafung des Annäherungsverhaltens im Sinne der operanten Konditionierung. Auch dies soll sich der Betroffene detailliert vorstellen und z. T. auch übertreiben. Zum Schluss wird eine plötzliche Flucht aus der unangenehmen Situation imaginiert, durch die der Betroffene in eine herrlich angenehme Situation gelangt (negative Verstärkung des Abstinenzverhaltens).
Die verdeckte Sensibilisierung wurde als Alternative zur Aversionstherapie v. a. bei Alkoholismus, Rauchen, Übergewicht und sexuellen Abweichungen eingesetzt. In empirischen Studien zeigten sich die größten und anhaltende Erfolge bei der Behandlung sexueller Abweichungen (z. B. Pädophilie, sadistische Phantasien, Exhibitionismus) und bei einer ichdystonen Sexualorientierung. Bei Problemen mit Alkohol und Rauchen scheint die Methode dagegen wenig erfolgreich zu sein, bei Übergewicht sind die Ergebnisse widersprüchlich. Kaum überprüft ist die Anwendung bei Drogenabhängigkeit und Zwangsstörungen. Zur Anwendung kommen kann die Behandlung z. B. auch bei Trichotillomanie, bei der die Patientin versteckt bestraft wird, wenn sie versucht, sich die Haare auszureißen. Bei Unterlassen der Handlung kann dagegen eine verdeckte positive Verstärkung erfolgen (z. B. Vorstellung eines attraktiven Mannes, der durch ihr volles Haar streicht).

### Verdeckte positive Verstärkung
Bei der verdeckten positiven Verstärkung ist eine vorherige Entspannung nicht nötig. Der Betroffene stellt sich zunächst vor, wie er eine Problemsituation bewältigt (z. B. sich einer Angstsituation aussetzt, einer Versuchungssituation widersteht). Dieser Szene folgt unmittelbar eine für den Betroffenen angenehme Vorstellung (z. B. Lob einer wichtigen Person, am Strand liegen).
Diese Methode wird häufig angewandt, jedoch selten als Einzelverfahren. Die Bewertung ist daher schwierig, die Ergebnisse scheinen jedoch tendenziell positiv zu sein.

### Verdeckte negative Verstärkung
Diese umfasst die Vorstellung, dass ein unangenehmer Zustand beendet wird (Beispiel siehe verdeckte Sensibilisierung) oder eine befürchtete unangenehme Konsequenz nicht eintritt (z. B. keine Angst auftritt in üblicherweise ängstigenden Situationen).
Dieses Verfahren ist (als alleiniges Verfahren) so gut wie nicht überprüft, es haben sich eher negative Resultate gezeigt.

### Verdeckte Löschung
Hier soll man sich bei der Imagination des Problemverhaltens vorstellen, dass die erhofften positiven Konsequenzen ausbleiben (z. B. Pralinen schmecken nach nichts, lösen sich beim Runterschlucken auf).
Das Verfahren ist kaum überprüft und hat sich bisher als wenig effektiv erwiesen. Daher sollte es höchstens in Kombination mit anderen Verfahren angewandt werden.

### Verdecktes Modelllernen
Hier stellt sich der Betroffene detailliert vor, wie eine andere Person ein Verhalten erfolgreich bewältigt, das dem Betroffenen schwerfällt bzw. Angst bereitet. Diese Methode wird mit einem Entspannungsverfahren eingeleitet und es wird hierarchisch vorgegangen (zunächst die leichteste Situation, dann allmähliche Steigerung des Schwierigkeitsgrades).
Diese Methode hat sich als sehr effektiv erwiesen und kann als Alternative zur systematischen Desensibilisierung und zum Selbstsicherheitstraining eingesetzt werden. Nach einer Studie von Cautela u. a. (1974) führt die bloße Vorstellung eines Modells zu denselben Ergebnissen wie die tatsächliche Darbietung eines Modells. Die Mechanismen sind jedoch noch unklar.